# Eduard Duller
Eduard Duller, född den 18 november 1809 i Wien, död den 24 juli 1853 i Wiesbaden, var en tysk skriftställare.
Duller, som var verksam som journalist, framför allt i Darmstadt, och därefter som tysk-katolsk predikant i Mainz, utgav bland annat Die Wittelsbacher (en samling ballader, 1831), Der Fürst der Liebe (1842; 2:a upplagan 1854) och Gesammelte Gedichte (1845; ny upplaga 1877) samt Geschichte des deutschen Volkes (1840; 7:e upplagan utgiven av Pierson 1891) och Geschichte der Jesuiten (1840; senaste upplagan 1893).